# Maximum Security
Maximum Security ist ein US-amerikanischer Actionfilm aus dem Jahr 2022. Die Regie übernahm Sean O’Reilly, der Film ist eine Adaption der gleichnamigen Graphic-Novel.

## Inhalt
Der psychopathische Bösewicht „Payback“ findet sich im sichersten Gefängnis der Welt wieder – einer Einrichtung, die Superschurken unterbringen soll und von dem korrupten Aufseher Devlin beaufsichtigt wird.

## Produktion und Veröffentlichung
Regie führte Sean O’Reilly, der ebenfalls das Drehbuch schrieb. Die Produzenten waren Sean O’Reilly und Michelle O’Reilly. Die Musik komponierte George Streicher und für die Kameraführung war Stirling Bancroft verantwortlich. Für den Schnitt verantwortlich war Elad Tzadok. Der Film wurde am 29. April 2022 veröffentlicht. Corrective Measures ist einer der letzten Filme mit Bruce Willis, weil bei ihm Aphasie diagnostiziert wurde.